# Austin Matautia
Austin Matautia (* 6. Februar 1998 in ʻEwa Beach) ist ein US-amerikanischer Volleyballspieler.

## Karriere
Matautia begann seine Karriere an der Moanalua High School. Von 2017 bis 2018 studierte er an der University of Hawaiʻi at Mānoa. Danach setzte er sein Studium bis 2021 an der University of California, Los Angeles fort. Mit den Junioren der Vereinigten Staaten gewann er 2016 die Nachwuchs-Meisterschaft der NORCECA. 2019 nahm er mit den USA an der Universiade teil. Nach seinem Studium spielte der Außenangreifer in der Saison 2021/22 beim niederländischen Erstligisten Abiant Lycurgus Groningen. 2023 wechselte er zum deutschen Bundesligisten TSV Haching München. Mit Haching schied er in der Saison 2023/24 im DVV-Pokal-Achtelfinale aus und wurde Elfter in der Bundesliga-Hauptrunde.